# Rombies-et-Marchipont
 Rombies-et-Marchipont  es una población y comuna francesa, en la región de Norte-Paso de Calais, departamento de Norte, en el distrito de Valenciennes y cantón de Valenciennes-Est.

## Demografía
| 514 | 484 | 463 | 575 | 613 | 569 |
| Para los censos de 1962 a 1999 la población legal corresponde a la población sin duplicidades (Fuente: INSEE [Consultar]) |     |     |     |     |     |